# I. e. 270
Évszázadok: i. e. 4. század – i. e. 3. század – i. e. 2. század
Évtizedek: i. e. 320-as évek – i. e. 310-es évek – i. e. 300-as évek – i. e. 290-es évek – i. e. 280-as évek – i. e. 270-es évek – i. e. 260-as évek – i. e. 250-es évek – i. e. 240-es évek – i. e. 230-as évek – i. e. 220-as évek
Évek: i. e. 275 – i. e. 274 – i. e. 273 – i. e. 272 –  i. e. 271 – i. e. 270 – i. e. 269 – i. e. 268 – i. e. 267 – i. e. 266 – i. e. 265

## Események

### Itália
- Rómában Caius Genucius Clepsinát és Cnaeus Cornelius Blasiót választják consulnak.
- A rómaiak visszafoglalják Rhégiont a fellázadt Legio Campanától, visszaszolgáltatják görög lakosainak és szövetséget kötnek velük.

## Születések
- Hasdrubal, karthágói hadvezér és államférfi

## Halálozások
- Arszinoé, II. Ptolemaiosz nővére és felesége
- Epikurosz, görög filozófus
- Manius Curius Dentatus, római hadvezér és államférfi
- Pürrhón, görög filozófus

## Fordítás
- Ez a szócikk részben vagy egészben  a(z)   270 BC című angol Wikipédia-szócikk ezen változatának fordításán alapul.  Az eredeti cikk szerkesztőit annak laptörténete sorolja fel. Ez a jelzés csupán a megfogalmazás eredetét és a szerzői jogokat jelzi, nem szolgál a cikkben szereplő információk forrásmegjelöléseként.